# Greonterp
Greonterp est un village de la commune néerlandaise de Súdwest Fryslân, situé dans la province de Frise. 

## Géographie
Le village est situé au sud-ouest de la ville de Sneek, près de Westhem.

## Histoire
Greonterp fait partie de la commune de Wûnseradiel jusqu'au 1er janvier 1984, puis de Wymbritseradiel jusqu'au 1er janvier 2011, où celle-ci est supprimée et fusionnée avec les communes de Bolsward, Nijefurd, Sneek et Wûnseradiel pour former la nouvelle commune de Súdwest Fryslân.

## Démographie
Le 1er janvier 2017, le village comptait 85 habitants.